# 博亚诺
博亚诺（義大利語：Bojano），是意大利坎波巴索省的一个市镇。总面积49平方公里，人口8204人，人口密度167.4人/平方公里（2009年）。ISTAT代码为070003。